# Luminofor
Luminofor – substancja chemiczna wykazująca luminescencję.
W zależności od rodzaju aktywatora, dodawanego w niewielkiej ilości (nawet rzędu 0,0001%), można otrzymać luminofory o różnych barwach i czasach poświaty. Niektóre luminofory są bardzo wrażliwe na obecność zanieczyszczeń; nawet zbyt duży dodatek aktywatora może spowodować zanik świecenia luminoforu.
Każdy luminofor można scharakteryzować wydajnością świetlną, wydajnością energetyczną, czasem poświaty, temperaturą barwową lub barwą za pomocą koordynat X-Y. Wydajność świetlna wyraża stosunek luminancji luminoforu badanego do wzorcowego i często jest wyrażana w procentach. Wydajność energetyczna jest stosunkiem luminancji luminoforu do mocy dostarczonej luminoforowi i jest wyrażana w kandelach na wat (cd/W)
Czas poświaty określa, po jakim czasie od zaniku czynnika pobudzającego luminofor, jego luminancja spadnie do 1% wartości początkowej. Czas poświaty jest mierzony w ułamkach milisekundy, minutach, a nawet godzinach.

## Podział luminoforów
W zależności od czynnika wywołującego świecenie wyróżnia się następujące luminofory:
- katodoluminofor – świecący pod wpływem bombardowania elektronami;
- elektroluminofor – świecący w zmiennym polu elektrycznym;
- rentgenoluminofor – świecący pod wpływem promieni X;
- luminofor świecący pod wpływem promieniowania ultrafioletowego.

Luminoforami mogą być związki organiczne i nieorganiczne. Do luminoforów organicznych zalicza się niektóre polimery, fluoresceinę, eozynę i wiele innych.
Nieorganiczne luminofory to między innymi:
- Siarczki, takie jak siarczek cynku ZnS i siarczek kadmu. Cechuje je wysoka wydajność świetlna. Luminofory siarczkowe są dobrymi katodoluminoforami, elektroluminoforami i rentgenoluminoforami.
- Tlenosiarczek itru, aktywowany europem, okazał się bardzo dobrym luminoforem czerwonym, stosowanym w telewizji kolorowej. Wyparł on z tego zastosowania luminofory oparte na boranie kadmu i siarczku kadmu.
- Luminofory z grupy halofosforanów wapnia znalazły zastosowanie w świetlówkach. Mają dobrą wydajność świetlną, są aktywowane manganem. Wyparły z tego zastosowania luminofory oparte na wolframianie magnezu MgWO4 o gorszej wydajności i trwałości.
- Wolframian wapnia, aktywowany srebrem i tantalan itru, aktywowany niobem, są dobrymi rentgenoluminoforami stosowanymi do folii wzmacniających w rentgenodiagnostyce.